# Ljudmila Anatoljevna Litvinova
Ljudmila Anatoljevna Litvinova (oroszul: Людмила Анатольевна Литвинова; Lipeck, 1985. június 8. –) orosz atlétanő, futó.
A pekingi olimpián ezüst-, a berlini világbajnokságon pedig bronzérmes lett hazája négyszer négyszázas váltójával. Mindkét alkalommal futott a döntőben is.

## Egyéni legjobbjai
- 200 méter - 22,82
- 400 méter - 50,27